# 種樹的男人
種樹的男人，又譯作植樹的牧羊人（法語：L'homme qui plantait des arbres）為法國作家讓·紀沃諾（Jean Giono）於1953年出版的短篇故事，原是應讀者文摘邀請而寫的。
本文被人名教育出版社的七年級語文義務教育教科書上冊（五·四學制）選入，題目為《13 植樹的牧羊人》（第十三課）

## 內容
主人公在第一次世界大戰前（1913年）在法國普羅旺斯地區的阿爾卑斯山地做了一次旅行。在旅行中由於缺水，便開始尋找水源，卻只找到了一個廢棄的村莊。再走了幾個小時後，看見了一個黑影，本以為是棵枯樹，後來發現是一個牧羊人，周圍躺著許多羊。牧羊人招待了主人公，後來主人公詢問是否可以多住幾天，因為想知道牧羊人的日常生活。第二天主人公看見牧羊人在挑橡子，想幫忙，但被拒絕。後來主人公一直跟著牧羊人，卻假裝在隨便到處走走。後來牧羊人走向主人公並且在主人公面前種橡樹。主人公趁正在吃午餐時問了牧羊人有關他的事情。一年後第一次世界大戰爆發，主人公應征參戰，戰爭結束後，主人公回到了牧羊人所住的地方。主人公驚奇的發現：牧羊人不僅還很健康，而且種了橡樹，山毛櫸，白樺樹。1920年起，主人公幾乎每年去看望牧羊人。1954年是主人公最後一次見到牧羊人。1913年，主人公發現昔日的廢墟，已成為今日的村莊。

## 連接
- 完整翻译种树人 （页面存档备份，存于）
- 種樹的男人
- French: L'homme qui plantait des arbres （页面存档备份，存于）